# Matthias Kling
Matthias Friedrich Kling (* 30. März 1972 in Hannover) ist ein deutscher Physiker und Hochschullehrer. Er ist wissenschaftlicher Direktor des Freie-Elektronen-Lasers Linac Coherent Light Source (LCLS) am SLAC National Accelerator Laboratory. Klings wissenschaftliches Interesse gilt ultraschnellen photo-induzierten Vorgängen in Molekülen und Nanostrukturen sowie der Entwicklung zeitaufgelöster Spektroskopie und Laseroptik. Er gilt als Mitbegründer der Attosekunden-Nanophotonik.

## Akademischer Werdegang
Matthias Kling studierte Physik an der Georg-August-Universität Göttingen, wo er 1998 das Diplom erhielt und 2002 auf dem Gebiet der Femtosekunden-Spektroskopie promoviert wurde. 2003 ging er als „Feodor-Lynen“ Forschungsstipendiat der Alexander-von-Humboldt-Stiftung an die University of California (Berkeley) und untersuchte dort ultraschnelle Ladungstransferprozesse in organischen Metallkomplexen mittels Infrarotspektroskopie. Ende 2004 wechselte er zur Gruppe von Marc Vrakking an das AMOLF-Institut in Amsterdam, um sich dort im Rahmen eines Marie-Curie Stipendiums der Europäischen Union mit der Attosekunden-Spektroskopie an Atomen und Molekülen zu beschäftigen.
Zwischen 2007 und 2012 leitete Kling am Max-Planck-Institut für Quantenoptik eine Arbeitsgruppe im Rahmen des Emmy-Noether- und Heisenberg-Programms der Deutschen Forschungsgemeinschaft (DFG). Hier legte er wesentliche Grundsteine für die Entwicklung und Anwendung der Attosekunden-Spektroskopie an Nanostrukturen.
Nach kurzem Aufenthalt als Assistenzprofessor an der Kansas State University wurde er 2013 als Professor an die Fakultät für Physik der Ludwig-Maximilians-Universität in München berufen. Seit 2019 leitete er als Max-Planck Fellow am Max-Planck-Institut für Quantenoptik die Gruppe „Ultrafast X-ray Imaging and Spectroscopy“.
Seit 2021 lebt Kling in den USA und lehrt als Professor für Photonik am SLAC National Accelerator Laboratory und der Stanford University. Am SLAC ist er Direktor der Abteilung Wissenschaft, Forschung und Entwicklung (SRD) an dem X-ray Freie-Elektronen Laser LCLS. Kling ist außerdem Mitglied des PULSE Institutes, und Mitglied der Initiativen Bio-X und qFARM an der Stanford University, und mit dem Department für Angewandte Physik an der Stanford University affiliiert.

## Preise und Auszeichnungen
- 2003: Feodor-Lynen Fellow, Alexander-von-Humboldt-Stiftung
- 2004: Marie-Curie Fellow, European Research Council
- 2007: Emmy-Noether Fellow, Deutsche Forschungsgemeinschaft
- 2011: Roentgen Preis, Universität Gießen
- 2012: Early Career Award, Department of Energy
- 2012: Heisenberg Fellow, Deutsche Forschungsgemeinschaft
- 2012: Nernst-Haber Bodenstein Preis, Deutsche Bunsen-Gesellschaft für Physikalische Chemie
- 2013: ERC Consolidator Grant, European Research Council
- 2019: APS Fellow, American Physical Society
- 2019: Max Planck Fellow, Max-Planck-Gesellschaft

## Schriften (Auswahl)
- mit Ch. Siedschlag, A.J. Verhoef, J.I. Kahn, M. Schultze, Y. Ni, Th. Uphues, M. Uiberacker, M. Drescher, F. Krausz, M.J.J. Vrakking: Control of Electron Localization in Molecular Dissociation. In: Science 312, 2006, S. 246–248. doi:10.1126/science.1126259
- mit M.I. Stockman, U. Kleineberg, F. Krausz: Attosecond nanoplasmonic field microscope. In: Nature Photonics 1, 2007, S. 539–544.
- mit I. Znakovskaya, P. von den Hoff, S. Zherebtsov, A. Wirth, O. Herrwerth, M.J.J. Vrakking, R. de Vivie-Riedle: Attosecond control of electron dynamics in carbon monoxide. In:  Physical Review Letters 103, 03002, 2009. doi:10.1103/PhysRevLett.103.103002
- mit M. Durach, A. Rusina, M.I. Stockman: Predicted ultrafast dynamic metallization of dielectric nanofilms by strong single-cycle optical fields. in: Physical Revies Letters 107, 086602, 2011. doi:10.1103/PhysRevLett.107.086602
- mit S. Zherebtsov, Th. Fennel, J. Plenge, E. Antonsson, I. Znakovskaya, A. Wirth, O. Herrwerth, F. Süßmann, M.J.J. Vrakking et al.: Controlled near-field enhanced electron acceleration from dielectric nanospheres with intense few-cycle laser fields. Nature Physics 7, 2011, S. 656–662. doi:10.1109/CLEOE.2011.5943577
- mit Frederik Süßmann: Attosecond nanoplasmonic streaking of localized fields near metal nanospheres. In: Physical Review B 84, 121406, 2001. doi:10.1103/PhysRevB.84.121406
- mit Benjamin Förg, Johannes Schötz, Frederik Süßmann, Michael Förster, Michael Krüger, Byung-Nam Ahn, Karen Wintersperger, Sergey Zherebtsov, Alexander Guggenmos et al.: Attosecond nanoscale near-field sampling. In: Nature Communications 7:11717, 2016. doi:10.1038/ncomms11717
- mit L. Seiffert, Q. Liu, S. Zherebtsov, A. Trabattoni, P. Rupp, M. C. Castrovilli, M. Galli, F. Süßmann, K. Wintersperger, J. Stierle, G. Sansone et al.: Attosecond chronoscopy of inelastic scattering in dielectric nanoparticles. In: Nature Physics 13, 2017, S. 766–770.doi:10.1038/nphys4129
- mit Philipp Rupp, Christian Burger, Nora G. Kling, Matthias Kübel, Sambit Mitra, Philipp Rosenberger, Thomas Weatherby, Nariyuko Saito, Jiro Itatani, AliS. Alnaser, Markus B. Raschke et al.: Few-cycle laser driven reaction nanoscopy on aerosolized nanoparticles. In: Nature Communications 10, 4655, 2019.  doi:10.17169/refubium-25557
- mit Johannes Blöchl, Johannes Schötz, Ancyline Maliakkal, Natālija Šreibere, Zilong Wang, Philipp Rosenberger, Peter Hommelhoff et al.: Spatio-temporal sampling of near-petahertz vortex fields. In: Optica 9, 2022, S. 755–761.doi:10.1364/OPTICA.459612